# Begonia dioica
Begonia dioica là một loài thực vật có hoa trong họ Thu hải đường. Loài này được Buch.-Ham. ex D.Don mô tả khoa học đầu tiên năm 1825.